# Vejenes dronning
Vejenes dronning er en film instrueret af Anne Marie Korup og Abdel Aziz Mahmoud.

## Handling
Den muslimske verden kendetegnes ofte ved en meget traditionsbunden rollefordeling af kønnene: manden i det offentlige liv og kvinden i det private liv i hjemmet. Filmen følger en kvinde som lastbilchauffør, et rigtigt mandejob! Hvad er baggrunden for dette eklatante mønsterbrud?